# Modolv Hareide
Modolv Hareide (* 15. Februar 1909 in Dypvåg; † 6. März 1983) war ein norwegischer Jurist und Beamter im auswärtigen Dienst.

## Ausbildung und beruflicher Werdegang
Hareide wurde als Sohn von Martinus Kornelius Knutsen Hareide und dessen Frau Gjertrud Langset geboren. Ab 1927 fuhr er zur See, zunächst als Maat, bevor er 1932 das Offiziers- und 1937 das Kapitänspatent erwarb. Ab 1937 arbeitete Hareide als Disponent. 1938 trat er in den Staatsdienst ein und war zunächst im Büro des norwegischen Generalstaatsanwalts tätig. 1942 erhielt er seine Anwaltszulassung und wurde im folgenden Jahr an die norwegische Botschaft in Stockholm entsandt. Nach Ende des Zweiten Weltkriegs übernahm Hareide eine Stelle im norwegischen Handelsministerium. 1954 wurde er als Vizekonsul nach New York abgeordnet. Zwei Jahre später kehrte er in sein Heimatland zurück und wurde stellvertretender Leiter der Abteilung Navigation im Schifffahrtsministerium. Ab 1959 gehörte er der norwegischen Delegation bei der Internationalen Seeschifffahrts-Organisation an. Mit der Gründung der Norwegischen Schifffahrtsbehörde im Jahr 1962 wurde Hareide zu deren stellvertretendem Direktor ernannt, bevor er 1972 den Posten des Generaldirektors übernahm. Er nahm als Delegierter Norwegens an mehreren völkerrechtlichen Konferenzen teil. So gehörte er 1960 etwa zur norwegischen Abordnung bei der Konferenz zur Überarbeitung der International Convention for the Safety of Life at Sea und nahm 1962 an der Internationalen Konferenz zur Bekämpfung der Ölverschmutzung im Meer teil. Ferner saß Hareide 1977 als Präsident der 62. Tagung der Internationalen Arbeitskonferenz vor.

## Sonstiges
Im Jahr 1946 heiratete Hareide Tippa Korzen.

## Auszeichnungen (Auswahl)
- 1980: Erster Träger des International Maritime Prize
- 1982: Ritter des Sankt-Olav-Ordens